# ضدعفونی‌کننده
ضدعفونی‌کننده‌ها یا مواد آنتی‌سپتیک (به انگلیسی: Antiseptic) دسته‌ای از مواد زیست‌کش هستند که در سطح بافت‌های زنده پوست و بدن استفاده می‌شوند و با اثر بر باکتری‌ها، ویروس‌ها، قارچ‌ها، اسپور باکتری‌ها و سایر ارگانیسم‌ها آن‌ها را از بین می‌برند یا از رشد آن‌ها جلوگیری می‌کنند. این گروه از مواد اصولاً جدا از آنتی‌بیوتیک‌ها و گندزداها هستند، زیرا آنتی‌بیوتیک‌ها در داخل بدن باکتری را به‌طور ایمن از بین می‌برند.
برخی از این مواد، میکروب‌ها را از بین می‌برند (میکروب کش) در حالی که برخی دیگر فعالیت و تکثیر میکروبها را مهار می‌کنند (مهارگر باکتری).
گندزداها (به انگلیسی: Disinfectant) مواد پاک‌کننده ابزار، وسایل، لباس‌ها، کاشی‌ها، وان حمام، دستشویی و حمام هستند. مواد گندزدا برای پاکیزگی سطوح غیر زنده و مواد ضدعفونی‌کننده برای بافت‌ها و موجودات زنده به کار می‌روند.
باکتری‌کش‌ها، ضدعفونی‌کننده‌هایی هستند که خاصیت ضد باکتریایی آن‌ها اثبات شده باشد، موادی که ویروس‌ها را از بین می‌برند داروی ضد ویروس خوانده می‌شوند.
ضدعفونی به معنای استریل یا سترون کردن نیست و ممکن است پس از ضدعفونی، اشکال بسیار مقاوم باکتری‌ها مانند اسپور یا هاگ باکتری و پریون‌ها از بین نروند.

## کاربرد
ضدعفونی‌کننده‌ها از عفونت، پوسیدگی و سپتیسمی جلوگیری می‌کنند. استفاده از ضدعفونی‌کننده‌ها برای تأمین سلامتی بسیار ضروری است و از عوامل مهم پیشگیری از بیماری‌ها به‌خصوص، بیماری‌های مسری می‌باشد. تفاوت اصلی میان ضدعفونی‌کننده و پادزیست یا آنتی‌بیوتیک در این است که مواد ضدعفونی‌کننده فقط استعمال خارجی دارند و باکتری‌ها را نابود می‌سازند در حالی که پادزیست‌ها پس از مصرف خوراکی یا تزریقی وارد خون می‌شوند و عوارض کمی برای بدن دارند. همچنین از مواد ضدعفونی‌کننده برای ساخت مواد گندزدا استفاده می‌شوند.
مواد ضدعفونی‌کننده شامل دو دسته هستند، مواد ضدعفونی‌کنندهٔ باکتری کش (به انگلیسی: Bactericide) که قابلیت نابود سازی مستقیم سلول باکتری از طریق نابودسازی دیواره آن که منجر به جذب آب، تورم و ترکیدن آن می‌شود را دارند و مواد ضدعفونی‌کنندهٔ مهارگر باکتری (به انگلیسی: Bacteriostatic) که از رشد و تقسیم سلولی باکتری جلوگیری می‌کنند.

## تاریخچه

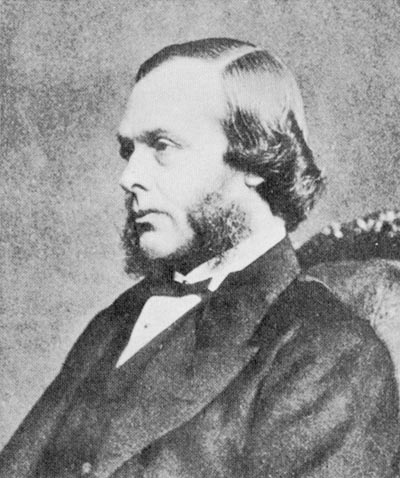
جوزف لیستر جراح انگلیسی نخستین توضیح گسترده پیرامون استفاده نوین از ضدعفونی‌کننده‌ها را بیان نمود.

نخستین توضیح گسترده پیرامون استفاده نوین از ضدعفونی‌کننده‌ها در عمل‌های جراحی در سال ۱۸۶۷ توسط جوزف لیستر جراح انگلیسی و طی مقاله‌ای با نام اصول گندزدایی در عمل جراحی (به انگلیسی: Antiseptic Principle of the Practice of Surgery) منتشر گشت که در آن از نظریهٔ میکروب‌های بیماری‌زا که نخستین بار توسط لویی پاستور بیان شده بود اقتباس گردید. طبق این مقاله استفاده از موادی مانند فنول (اسید کربولیک) می‌تواند بسیاری از میکروب‌ها را کشته و محل جراحی را ضدعفونی کند. برخی روش‌های ضدعفونی مشابه در گذشته توسط دانشمندانی چون بقراط و جالینوس و همچنین در کتیبه‌های باستانی سومری بیان گشته‌اند. افرادی چون جوزف اسمیت برای نخستین بار از موادی مانند الکل برای ضدعفونی زخمها و جراحت‌ها استفاده نمودند. نخستین استفاده از مواد ضدعفونی‌کننده را می‌توان در عصر باستان و به هنگام مومیایی کردن اجساد مشاهده نمود. امروزه از محلول آب و فنل که دارای قدرتی خاص و ثابت است به عنوان معیاری برای مقایسهٔ تأثیر و قدرت ضدعفونی‌کننده‌ها استفاده می‌شود.
مدتها قبل از کشف پنی‌سیلین بشر آموخته بود که به‌طور تجربی بعضی مواد خام را به عنوان عامل ضد میکروب مورد استفاده قرار دهد. ۶۰۰–۵۰۰ سال قبل از میلاد، چینی‌ها شیره کپک زده لوبیای شور را برای درمان عفونتها بکار می‌بردند. اصطلاح آنتی بیوز (Antibiosis) اولین بار در سال ۱۸۸۹ به‌وسیله ویلمین برای توجیه ماهیت رقابتی جوامع بیولوژیک که در آن فقط قویترین و اصلح‌ترین زنده می‌ماند، بکار برده شد و چند سال بعد این اصطلاح برای آنتاگونیسم میکروارگانیسم‌ها نیز مورد استفاده قرار گرفت.
کشف اولین ماده آنتی‌بیوتیک به سال ۱۹۲۸ توسط فلیمینگ صورت گرفت، او به‌طور اتفاقی متوجه اثر ضد باکتریایی ماده مترشحه توسط قارچ پنی‌سیلیوم نوتاتوم شد. هاوارد فلوری (به انگلیسی: Howard Florey) این ماده را تخلیص کرد و با تجویز آن موفق به درمان عفونتها به روش سیستمیک شد. پس از این یافته دانشمندان مواد طبیعی دیگری را هم به عنوان آنتی‌بیوتیک شامل تتراسایکلین، استرپتومایسین و سفالوسپورین‌ها به دست آوردند. پس از شناسایی ساختار این مواد توسط شیمیدانها، با ایجاد تغییرات در آن‌ها انواع آنتی‌بیوتیک‌های صنعتی تولید شدند. در نهایت انواع جدید این گونه آنتی‌بیوتیک‌ها با اثر بخشی و ثبات شیمیایی بیشتر نیز تولید شدند.

## ضد باکتری
ضد باکتریها (به انگلیسی: Antibacterials) موادی هستند که تنها قابلیت نابود سازی باکتریها را دارند.

## میکروب‌کش
میکروب کش (به انگلیسی: Microbicides) هرگونه زیست‌کش (به انگلیسی: Biocide) است که عفونت‌های میکروبی شامل عفونت‌های ویروسی و باکتریایی را از بین می‌برد.
زیست‌کش یک ماده شیمیایی یا میکروارگانیسم است که می‌تواند هر گونه ارگانیسم مضر را با استفاده از روش‌های شیمیایی یا بیولوژیکی از بین برده، خنثی یا کنترل‌کند.
میکروب کش‌هایی که تنها ویژهٔ نابود سازی ویروس‌ها هستند شامل داروهای ضد ویروسی (به انگلیسی: Antiviral drug) و ویروس‌کشها (به انگلیسی: Virucide) می‌باشند.

## پادزیست
پادزیست* یا آنتی‌بیوتیک (به انگلیسی: antibiotic) به صورت کلی فراورده یا ماده‌ای است که از یک میکروارگانیسم تولید یا از آن گرفته می‌شود و میکروارگانیسم‌های دیگر را از بین می‌برد یا مانع فعالیت آن‌ها می‌شود. اما در کاربرد معمولتر، این تعریف شامل انواع آنتی‌بیوتیک‌های صنعتی همچون سولفونامیدها و کینولون‌ها می‌شود. انواع مختلف آنتی‌بیوتیک‌ها از لحاظ خصوصیات شیمیایی، فیزیکی، داروشناسی، طیف ضد میکروبی و مکانیسم عمل با هم تفاوت دارند.
آنتی‌بیوتیک‌های وسیع الطّیف، آن‌هایی هستند که در مقابل انواع مختلف میکرو ارگانیسمها فعّال می‌باشند. مانند تتراسایکلین که در مقابل بسیاری از باکتری‌های گرم منفی، کلامیدیا، مایکوپلاسما و ریکتزیاها مؤثر است. آنتی‌بیوتیک‌های با طیف محدود، آن‌هایی هستند که فقط در مقابل یک میکرو ارگانیسم یا طیف بسیار محدودی از میکروارگانیسم‌ها فعّال می‌باشند؛ مانند وانکومایسین که عمدتاً در مقابل کوکسی‌های گرم مثبت مانند استافیلوکوکها و انتروکوکها مورد استفاده قرار می‌گیرد.
آنتی‌بیوتیک‌ها مواد شیمیایی هستند که از دو راه طبیعی و مصنوعی به دست می‌آیند. آنتی‌بیوتیک‌های طبیعی از میکروارگانیسم‌هایی مانند قارچها و باکتریها گرفته می‌شوند. امروزه با پیشرفت شیمی پزشکی بیشتر آنتی‌بیوتیک‌های حاصل تغییرات مولکولی بر روی آنتی‌بیوتیک‌های طبیعی هستند.
آنتی‌بیوتیک‌ها به دو گروه عمدهٔ آنتی‌بیوتیک‌های باکتریوسید، که باعث مرگ سلول بیماری‌زا می‌شوند و باکتریواستاتیک، که موجب توقف رشد و ثابت ماندن تعداد سلول بیماری‌زا می‌گردند، طبقه‌بندی می‌شوند.

## ضدعفونی‌کننده‌های رایج

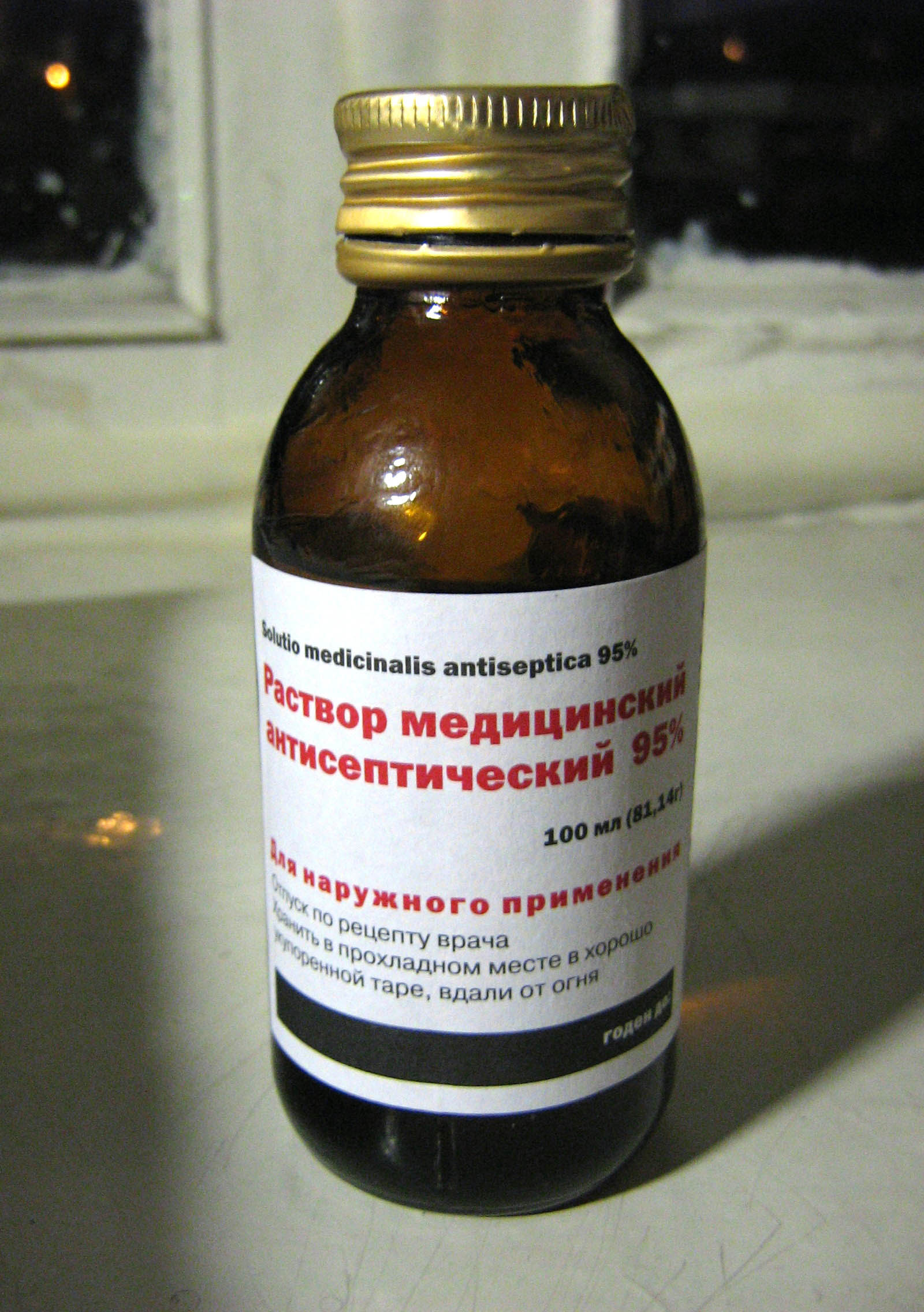
اتانول با غلظت ۹۵ درصد نمونه ای از یک گندزدا

### الکل
الکلها، از جمله اتانول و ۲-پروپانول / ایزوپروپیل الکل (ایزوپروپانول)، که گاهی اوقات به عنوان روح جراحی شناخته می‌شوند. میکروب کش، ضدعفونی کننده ای که به منظور ضدعفونی کردن پوست قبل از تزریق استفاده می‌شوند.

### بتادین
پوویدون آیوداین (POVIDONE IODINE) یا همان بتادین (BETADINE) یک یدوفور است که اثرات تحریک‌کنندگی ید در آن کاهش یافته است. بتادین یکی از مواد ضدعفونی‌کننده قوی می‌باشد که به‌طور گسترده‌ای برای ضدعفونی و پانسمان زخم‌ها به کار می‌رود. یدوفور (IODOPHOR) ماده ای است متشکل از ید و یک عامل حل‌کننده نظیر پوویدون یا سورفکتانت که وقتی به صورت محلول است ید آزاد می‌کند. گزینه بهتری برای ضدعفونی سطح پوست و زخم‌ها است، چراکه بر روی روند التیام اثر منفی بر جای نگذاشته و با در اختیار داشتن ید فعال کافی اثری پایدارتر دارد. مزیت آنتی سپتیک‌های حاوی ید، طیف گسترده فعالیت ضد میکروبی (کشتن غالب پاتوژن‌ها حتی اسپورها) می‌باشد.

### ساولن
ساولن در ضدعفونی سریع ابزارها و وسایل پزشکی و جراحی و همچنین شستشوی دست جراح و تمیز کردن زخم‌ها کاربرد دارد. همچنین محلول یک درصد آن برای ضدعفونی زخم‌ها و شستن پوست دست و بدن بسیار مناسب است. این ماده باکتری کش قوی است، ولی بر ویروس‌ها اثری ندارد. از تماس ساولن با چشم و گوش باید جلوگیری کرد.
ورود آن در گوش باعث کر شدن می‌شود. ساولن باید به دور از نور و در ظرف‌های کدر نگهداری شود. در ظروف محتوی ساولن نباید چوب پنبه‌ای و پلاستیکی باشد؛ زیرا این مواد، ساولن را خراب می‌کنند. ساولن توسط صابون شسته و بی‌اثر می‌شود.

### ید(IODINE)
ید در ۳ شکل مورد استفاده قرار می‌گیرد:
- تنتور ید: ترکیب ید و الکل است. از ۲ تا ۵ درصد ید و الکل اتانول تشکیل یافته است. در ضدعفونی زخم‌ها، و گندزدایی آب آشامیدنی مصرف می‌گردد. اما امروزه استفاده از آن برای ضدعفونی زخم‌های سطحی و کوچک توصیه نمی‌گردد، چراکه باعث شکل‌گیری جای زخم (SCAR) گردیده و زمان ترمیم و التیام را افزایش می‌دهد.
- محلول ید دار لوگول (LUGOL`S IODINE)(IKI): از پنج درصد ید، و یدید پتاسیم و آب مقطر تشکیل یافته است.

### هیدروژن پروکساید(HYDROGEN PEROXIDE)
آب اکسیژنه به صورت محلول ۶ درصد در ضدعفونی و بوزدایی زخم‌ها بکار می‌رود. محلول ۱ تا ۲ درصد آن نیز به عنوان کمک‌های اولیه در منزل برای ضدعفونی زخم‌ها و خراشیدگی‌ها مصرف می‌شود. اما استفاده از آن توصیه نمی‌گردد، چراکه یک ماده اکسیدکننده قوی بوده و علاوه بر افزایش زمان بهبودی، باعث تشکیل جای زخم (SCAR) می‌گردد. شستشو با آب و صابون یا محلول آب و نمک رقیق گزینه بهتری است.

### کلرهگزیدین گلوکونات(CHLORHEXIDINE GLUCONATE)
کلرهگزیدین به صورت منفرد در غلظت‌های ۰٫۵ تا ۴ درصد و در غلظت کمتر در ترکیب با الکل مورد استفاده قرار می‌گیرد. به عنوان ضدعفونی‌کننده پوست و زخم‌ها و همچنین درمان التهاب لثه در دهانشویه‌ها استفاده می‌شود.
برخی دیگر از گندزداها ی رایج شامل الکل‌ها (مانند: اتانول ۶۰ تا ۹۰ درصد یا ۱-پروپانول ۶۰ تا ۷۰ درصد و و ایزوپروپانول (ISOPROPANOL))، بوریک اسید، سبز درخشان (دی‌وای‌ای)، کاتیون آمونیوم چهارتایی، محلول ید در الکل، عسل مانوکا (به انگلیسی: Mānuka honey)، مرکورکروم، سورفکتانت، چندهگزانید (به انگلیسی: polyhexamethylene biguanide)، فنول، جوش شیرین، کلسیم هیپوکلریت، سدیم هیپوکلریت و سدیم کلرید هستند.

## نکات قابل توجه در زمان استفاده
- ضدعفونی کننده‌ها و گندزداها تنها برای استعمال خارجی است و از ورود آن‌ها به دهان، چشم، گوش و دستگاه تنفسی جدا باید جلوگیری کرد.
- مواد ضدعفونی‌کننده را نباید با هم استفاده کرد؛ مثلاً صابون، ساولن را بی‌اثر می‌کند.
- مواد ضدعفونی‌کننده را باید در مقادیر کم استفاده نمود.
- اثر میکرب کشی هر گندزدایی با آب داغ بیشتر می‌شود. (با آب ژاول و ید، این کار را نباید کرد)

## فرگشت پایداری
در اثر رویارویی مداوم با پادزیست و ضدعفونی‌کننده‌ها باکتری‌ها با گذشت زمان در اثر جهش‌های زیستی دچار فرگشت یا تکامل می‌شوند که این تکامل شامل مقاومت و پایداری در مقابل آن مادهٔ پادزیست یا ضدعفونی‌کننده است.

## غلظت ضدعفونی‌کننده
غلظت ضدعفونی‌کننده باید کاملاً غلظت متناسب و تنظیم شده‌ای باشد، زیرا غلظت کم می‌تواند حتی منجر به رشد بیشتر ریز جاندارانی مانند باکتری‌ها و ویروس‌هایی که نسبت به آن ضدعفونی‌کننده پایداری و مقاومت دارند شود و غلظت بالا می‌تواند منجر به آسیب رسیدن به بافت‌های منطقه شده و هنگام بهبود جراحت را درازا ببخشد.